# 61 (liczba)
61 (sześćdziesiąt jeden) – liczba naturalna następująca po 60 i poprzedzająca 62.

## 61 w nauce
- liczba atomowa prometu
- obiekt na niebie Messier 61
- galaktyka NGC 61
- planetoida 61 Danae

## 61 w kalendarzu
61. dniem w roku jest 2 marca (w latach przestępnych jest to 1 marca). Zobacz też co wydarzyło się w 61 roku n.e. oraz w 61 p.n.e.